# ハワード・ゴールドシュタイン
ハワード・ゴールドシュタイン（Howard Goldstein、1922年2月12日 - 2000年11月1日）は、社会福祉援助技術（ソーシャルワーク）の研究者。それまでケースワーク、グループワーク、コミュニティ・オーガニゼーションの三方法が分立していたソーシャルワークを、システム論の影響の下、統合ソーシャルワークとして成立させた。

## 著書
- 『Social Work Practice: A Unitary Approach』 Univ of South Carolina Press（1973年）
- 『Creative Change: Cognitive Humanistic Approach to Social Work Practice』　Tavistock Pubns　（1985年）

| スタブアイコン | サブスタブ | この項目は、まだ閲覧者の調べものの参照としては役立たない、人物に関連した書きかけの項目です。この項目を加筆・訂正などしてくださる協力者を求めています（P:人物伝/PJ:人物伝）。 |